# Осемдесет и шести пехотен полк
Осемдесет и шести пехотен полк е български пехотен полк, формиран през 1917 година и взел участие в Първата световна война (1915 – 1918).

## История
Осемдесет и шести пехотен полк е формиран на 19 април 1917 в село Сармусакли, Сярско, съгласно оперативна заповед № 23 от 14 април 1917 г. по 10-а пехотна беломорска дивизия. Състава на полка е от четвъртите дружини на 22-ри, 37-и и 38-и полк. Влиза в състава на 1-ва бригада от 10-а пехотна беломорска дивизия с която участва в Първата световна война (1915 – 1918). На 21 октомври 1918 в Гюмюрджина е демобилизиран и на 31 октомври 1918 г. е разформиран в Свиленград.

## Командири
Званията са към датата на заемане на длъжността.
| №  | звание       | име             | дати                 |
| -- | ------------ | --------------- | -------------------- |
| 1. | Подполковник | Филип Цонев     | Първа световна война |
| 2. | Подполковник | Георги Николчев | Първа световна война |